# José Favilli Neto
José Favilli Neto, né en 1935, est un ancien arbitre brésilien de football, qui officia internationalement de 1971 à 1980. Il était affilié à São Paulo.

## Carrière
Il a officié dans des compétitions majeures : 
- Copa Libertadores 1971 (finale retour)
- Coupe intercontinentale 1971 (match aller)
- Copa Libertadores 1972 (finale retour)
- Coupe du Brésil de football 1979 (finale)[2]
- Championnat du Brésil de football 1979 (finale retour)